# Lybidska (metrostation)
Lybidska (Oekraïens: Либідська, ⓘ) is een station van de metro van Kiev. Het station werd geopend op 30 december 1984 als het zuidelijke eindpunt van de Obolonsko-Teremkivska-lijn. Op 15 december 2010 werd de lijn van Lybidska doorgetrokken naar Vystavkovyj tsentr. Het metrostation bevindt zich aan het einde van de Velika Vasylkivska voelytsja in het zuiden van de stad. Station Lybidska is net als het bovenliggende Lybidska plosjtsja (Lybedplein) genoemd naar de zus van Kyj, de legendarische stichter van Kiev. Tot 1991 droegen het station en het plein de naam Dzerzjinska, ter ere van Feliks Dzerzjinski.
Het station is zeer diep gelegen en beschikt over een buisvormige perronhal die door arcades van de sporen wordt gescheiden. De wanden zijn bekleed met wit en geel marmer, in de zwartgranieten vloer is een patroon van witte lijnen aangebracht. De lampen van de centrale hal zijn opgehangen aan kruisvormige buizenconstructies aan het plafond. Aan de achterwand van de perronhal is een abstracte compositie van marmer en stalen buizen gecreëerd. De ondergrondse stationshal is verbonden met een voetgangerstunnel onder het Lybidska plosjtsja.